# スタディオン・ポド・ラツィノム
スタディオン・ポド・ラツィノム（セルビア語: Stadion Pod Racinom）は、モンテネグロ・プラヴに所在する多目的競技場である。主にサッカーの試合で用いられている。

## 概要
主にサッカーの試合で用いられており、FKイェゼロがここを本拠地としている。105m×70mのピッチが存在しており、プルヴァ・ツルノゴルスカ・フドバルスカ・リーガの基準を満たしたスタジアムである。

## 歴史
1948年に完成した。1990年代初頭迄は設備が殆ど整っておらず、同年代になってからメインスタンドが建設された。収容人数はこれによって6500人、うち立ち席が6000席に増加した。
1999年のFKイェゼロ対FKグシニェ戦で7000人の観客がこのスタジアム近辺に押し寄せた。しかしながらスタンド観戦ではなく、近くの丘の上からの観衆も多かったという。兎も角、この記録はツルノゴルスカ・レプブリチカ・リーガ史上有数の観客動員試合として歴史に残った。
FKイェゼロがプルヴァ・ツルノゴルスカ・フドバルスカ・リーガに昇格した際には施設設備の問題から本拠地として使用出来ず、改修することとなった。その後は収容人数が2500人に減少した。